# Россия на «Детском Евровидении — 2013»
Россия участвовала в 2013 году на конкурсе  «Детское Евровидение 2013» в 9-й раз страну представила Даяна Кириллова с песней «Мечтай». Набрав 106 баллов, она вновь заняла 4 место.

## Исполнитель
Даяна Кириллова родилась 16 апреля 2002 года в Казани. 
Годом ранее участвовала в национальном отборе на Детское Евровидение, где заняла 2-е место. 
В 2013 году Даяна выступила на международном детском музыкальном конкурсе в рамках фестиваля «Славянский базар», где она заняла 3-е место.

## Перед Детским Евровидением

### Национальный отбор
10 марта 2013 года ВГТРК объявило о проведении национального отбора на Детское Евровидение и открыло приём заявок до 1 мая 2013 года. Профессиональное жюри отобрало 18 заявок для участия в финале национального отбора.
Финал национального отбора был назначен 2 июня 2013 года в Государственном Кремлёвском Дворце. Ведущими отбора стали Анастасия Макеева и Дмитрий Губерниев.
В жюри вошли:
- Геннадий Гохштейн — продюсер отдела развлекательных программ канала Россия.
- Лариса Рубальская — писательница.
- Геннадий Гладков — российский музыкант.
- Юлия Савичева — певица, представительница России на конкурсе Евровидение 2004.
- Александр Игудин - режиссёр.

В интервал-актах выступили Лерика, Бурановские бабушки и Домисолька.
| Исполнитель              | Песня               | Баллы (проценты) | Место |
| ------------------------ | ------------------- | ---------------- | ----- |
| Ванесса Безродная        | Динамит             | 2,59             | 15    |
| Ульяна Кузнецова         | Девочка-праздник    | 6,06             | 7     |
| Дуэт «Дружные сестрёнки» | Утки поют           | 4,90             | 11    |
| Даяна Кириллова          | Мечтай              | 12,19            | 1     |
| Анастасия Егоркина       | Музыка              | 5,74             | 9     |
| Анастасия Зуева          | Мечта               | 3,40             | 13    |
| Ксения Мулина            | Выше нуля           | 3,73             | 12    |
| Елизавета Пурис          | Новый день          | 10,22            | 2     |
| Арина Багарякова         | Художник            | 1,62             | 18    |
| Ангелина Колесникова     | Рыжая               | 7,08             | 5     |
| Группа «4EVER»           | Просто друг         | 6,63             | 6     |
| Вячеслав Квасов          | Танцуй под луной    | 1,91             | 17    |
| Валерия Ерошенко         | Небо в ночи         | 8,26             | 4     |
| Диана Солдышева          | Половинки           | 5,60             | 10    |
| Лариса Григорьева        | Бабочка             | 5,91             | 8     |
| Анна Музафарова          | На облаках          | 2,99             | 14    |
| Софья Фисенко            | Лучшие друзья       | 9,20             | 3     |
| Алиса Сементина          | Распахнём мы крылья | 1,98             | 16    |

Победу в национальном отборе одержала Даяна Кириллова с песней «Мечтай».

## На Детском Евровидении
Начиная с 2013 года, трансляцию конкурса осуществляет телеканал Карусель (а со следующего и подготовку к конкурсу). 
Комментатором был Александр Гуревич, а результаты голосования от России объявляла актриса Мария Бахирева, которая для этого прибыла в Киев, где проходил конкурс.
Даяна выступила последней, под 12-м номером после Мальты. Она заняла 4-е место со 106 баллами, тем самым установив рекорд, заняв 4-е место третий раз подряд.

## Голосование
| Голоса за российского исполнителя | Голоса за российского исполнителя |
| --------------------------------- | --------------------------------- |
| Оценка                            | Страны                            |
| 12                                | Европейский Вещательный Союз      |
| 12                                | Азербайджан, Армения, Швеция      |
| 10                                | Нидерланды                        |
| 8                                 | Беларусь, Сан-Марино              |
| 7                                 | Украина                           |
| 6                                 | Детское жюри, Македония           |
| 5                                 | Грузия, Молдавия                  |
| 4                                 |                                   |
| 3                                 | Мальта                            |
| 2                                 |                                   |
| 1                                 |                                   |

| Голоса российских телезрителей | Голоса российских телезрителей |
| ------------------------------ | ------------------------------ |
| Оценка                         | Страна                         |
| 12                             | Беларусь                       |
| 10                             | Мальта                         |
| 8                              | Украина                        |
| 7                              | Азербайджан                    |
| 6                              | Грузия                         |
| 5                              | Армения                        |
| 4                              | Сан-Марино                     |
| 3                              | Нидерланды                     |
| 2                              | Швеция                         |
| 1                              | Молдавия                       |